# لي كا هيم
لي كا هيم (بالصينية: 李家謙) هو لاعب كرة قدم صيني في مركز الدفاع، ولد في 16 أغسطس 1991 في ماكاو في الصين. لعب مع Windsor Arch Ka I ‏.

## وصلات خارجية
- لي كا هيم على موقع قاعدة بيانات كرة القدم.إي يو (الإنجليزية)
- لي كا هيم على موقع ناشيونال فوتبول تيمز (الإنجليزية)
- لي كا هيم على موقع Soccerway.com (الإنجليزية)